# Alenoush Terian

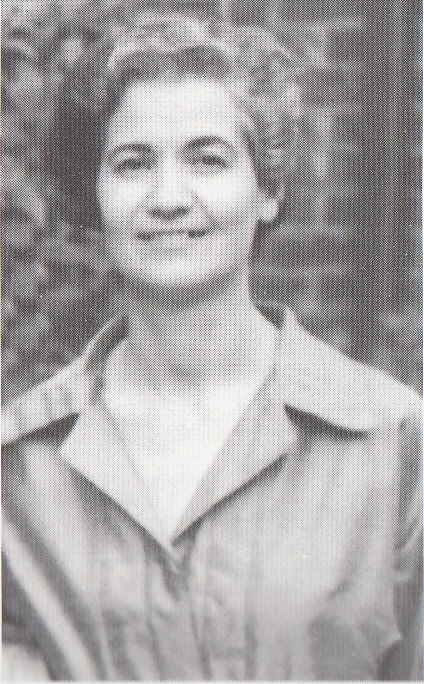
Alenoush Terian

Alenoush Terian (* 9. November 1920 in Teheran, Iran; † 4. März 2011 ebenda, persisch آلینوش طریان Alinusch Teryan oder آلینوش تریان, armenisch Ալենուշ Տէրեան Alenusch Derian) war eine iranische Physikerin und Astronomin. Im Iran gilt sie als die Mutter der iranischen Astronomie.

## Biografie
Terian wurde in einer armenischen Familie geboren. Ihr Vater war Dichter und Übersetzer (unter dem Pseudonym Arizad). Er übersetzte die Schahnameh vom Persischen ins Armenische. 
1947 schloss Terian ihr wissenschaftliches Studium an der Universität Teheran ab und arbeitete anschließend in den Physiklaboratorien der Universität unter M. Hessabi. Ihr Wunsch nach finanzieller Unterstützung für ein Auslandsstudium wurde von Hessabi abgelehnt. In einem Interview erklärte er, dass sie zu jung wäre, um als Frau so viel zu studieren. Sie finanzierte ihr Studium selbst und promovierte 1956 an der Pariser Sorbonne in Atmosphärenphysik. Sie kehrte in den Iran zurück und wurde Assistenzprofessorin für Thermodynamik an der Universität Teheran. Ein paar Jahre später erhielt sie ein deutsches Stipendium für eine vier Monate lange Studienreise zu Sonnenobservatorien in der damaligen Bundesrepublik. 1964 wurde Terian die erste weibliche Professorin für Physik im Iran. 1966 wurde sie in das Geophysik-Komitee der Universität Teheran aufgenommen und 1969 zur Leiterin der Sonnenphysik-Abteilung der Universität gewählt. Sie war unter den Gründern des ersten Sonnenobservatoriums des Iran. Es wurde vom Institut für Geophysik der Universität betrieben, wo Terian auch lehrte. Im Jahr 1979 ging sie in den Ruhestand.
An ihrer 90. Geburtstagsfeier im Ararat-Komplex nahmen iranische Parlamentarier und über 100 iranische Armenier teil. Terian starb im März 2011 in ihrem Geburtsort Teheran. Nach der Trauerfeier in der Teheraner Kirche der Heiligen Muttergottes wurde sie auf dem Doulab-Friedhof zu Grabe getragen.